# 塚田知紀
塚田 知紀（つかだ ともき、1974年11月25日 - ）は、日本の俳優。千葉県出身。ジャパンアクションエンタープライズ所属。

## 人物
ジャパンアクションエンタープライズ31期生。

## 出演

### テレビドラマ
- 仮面ライダーシリーズ（テレビ朝日）
  - 仮面ライダーアギト （2001年）
  - 仮面ライダー電王（2007年）
  - 仮面ライダーキバ（2008年） - 若い男 役
  - 仮面ライダーフォーゼ（2011年）
  - 仮面ライダーウィザード（2012年） - 刑事 役
  - 仮面ライダー鎧武/ガイム（2014年）
  - 仮面ライダーエグゼイド（2016年）
- 大河ドラマ
  - 武蔵 MUSASHI（2003年、NHK総合） - 雑兵 役
  - 義経（2005年） - 兵士 役
  - 篤姫 第11回・第18回（2008年3月16日・5月4日）
- 積木くずし真相 〜あの家族、その後の悲劇〜 第1話（2005年9月2日、フジテレビ）
- 土曜時代劇 / 慶次郎縁側日記2 第2話（2005年10月14日、NHK総合）
- サラリーマン金太郎 2 第9話・第10話（2010年3月5日・12日、テレビ朝日） - 男B 役
- 悪党〜重犯罪捜査班 第6話（2011年3月4日、テレビ朝日） - 配下 役
- 戦国★男士（2011年 - 2012年、テレビ神奈川他） - 畠山一派 役
- 爆笑問題のドッキリ パニックフェイス王（2011年、TBS） - 詐欺実行犯 役
- クロヒョウ2 龍が如く 阿修羅編（2012年、TBS） - 阿修羅メンバー 役
- ダーティ・ママ! 第6話（2012年2月15日、日本テレビ） - 犯人 役[1]
- 特命係長 只野仁ファイナル（2012年、テレビ朝日） - チンピラ 役
- SPEC〜零〜（2013年、TBS）
- スーパー戦隊シリーズ（テレビ朝日）
  - 烈車戦隊トッキュウジャー（2014年）
  - 手裏剣戦隊ニンニンジャー（2015年）
  - 動物戦隊ジュウオウジャー（2016年）
  - 宇宙戦隊キュウレンジャー（2017年）
- MOZU Season1〜百舌の叫ぶ夜（2014年、TBS） - アクションクルー
- ドラマW MOZU Season2〜幻の翼〜（2014年、WOWOW） - 東配下2 役[1] / アクションクルー[1]
- ヤメゴク〜ヤクザやめて頂きます〜 第1話（2015年4月16日、TBS） - 極龍会ヤクザ 役[1]
- 三匹のおっさん2 第1話（2015年4月24日、テレビ東京） - ひったくり犯 役[1]
- ちゃんぽん食べたか（2015年、NHK） - チンピラ 役
- ど根性ガエル 第6話（2015年8月15日、日本テレビ） - 警官 役[1]
- 視覚探偵 日暮旅人（2017年、日本テレビ） - チンピラ・ヤクザ 役
- 映像研には手を出すな!（2020年、MBS・TBS） - アクションクルー[1]

### 映画
- 陰陽師II（2003年）
- 仮面ライダーシリーズ
  - 劇場版 仮面ライダー電王&キバ クライマックス刑事（2008年）
  - 劇場版 仮面ライダーディケイド オールライダー対大ショッカー（2009年）
  - 仮面ライダー×仮面ライダー ドライブ&鎧武 MOVIE大戦フルスロットル（2014年）
- 半次郎（2010年） - 藩士 役
- 劇場版TRICK 霊能力者バトルロイヤル（2010年）
- WILD SEVEN 7（2011年） - SIT/刑事 役
- 探偵はBARにいる（2011年） - 塾生 役
- BRAVE HEARTS 海猿 （2012年） - 山路特救隊員1 役[1]
- エイトレンジャー（2012年） - ヒーローB 役[1] / 吹き替え[1]
- 探偵はBARにいる2 ススキノ大交差点（2013年） - マスク軍団 役[1]
- 人類資金（2013年） - 美由紀の部下 役[1]
- サンブンノイチ（2014年） - ACTIONクルー
- ヌイグルマーZ（2014年） - ゾンビ 役[1]
- 烈車戦隊トッキュウジャーVSキョウリュウジャー THE MOVIE（2015年）
- 暗殺教室（2015年） - ACTIONクルー/セーフティー
- Zアイランド（2015年） - ACTIONクルー
- 天空の蜂（2015年） - アクションクルー
- 真田十勇士（2016年） - アクションクルー[1]
- 仮面ライダー×スーパー戦隊 超スーパーヒーロー大戦（2017年）
- パンク侍、斬られて候（2018年） - 腹ふり衆 役[1] / アクションクルー[1]
- 太陽は動かない（2020年）[2]

### オリジナルビデオ
- ROGUE（2018年）
- 仮面ライダーギーツ ジャマト・アウェイキング（2024年）

### 舞台
- R.U.P「女信長」（2009年、青山劇場/大阪シアターBRAVA）
- R.U.P「広島に原爆を落とす日」（2010年、シアターコクーン/ピロティホール） - アンサンブル
- 劇団EXILE「レッドクリフ 戦」（2011年、青山劇場） - アンサンブル
- 早乙女太一公演「新説・天一坊騒動」（2011年、明治座） - 家臣/捕り方 役
- R.U.P「SAMURAI 7」（2012年、青山劇場） - アンサンブル
- 劇団EXILE「影武者独眼竜」（2012年、オリックス劇場/シアターコクーン） - アンサンブル
- 新春滝沢革命（2012年、帝国劇場） - アンサンブル
- 青の祓魔師〜魔神の落胤〜 （2012年5月11日 - 5月17日、日本青年館） - アンサンブル
- 六月大歌舞伎（2012年、御園座） - アンサンブル
- 滝沢歌舞伎
  - 滝沢歌舞伎 10th Anniversary（2015年、マリーナ・ベイ・サンズグランドシアター） - アンサンブル[1]
  - 滝沢歌舞伎 2016（2016年、新橋演舞場） - アンサンブル[1]
  - 滝沢歌舞伎 2018（2018年、新橋演舞場 他） - アンサンブル[1]
- Dステ 17th「夕陽伝」（2015年、サンシャイン劇場） - アンサンブル[1]
- AZUMI 幕末編（2015年、新国立劇場中劇場） - アンサンブル[1]
- なにわ侍 団五郎一座（2015年、日生劇場）[3]
- 日の本一の大悪党（2016年、本多劇場 他） - 浪人 役[1] / 役人 役[1]
- 真田十勇士（2016年、新国立劇場 他） - アンサンブル[1]
- AZUMI 戦国編（2016年、Zeppブルーシアター六本木） - アンサンブル[1]
- アラタ～ALATA～（2017年、オルタナティブシアター） - アラタ 役[1]
- 里見八犬伝（2017年、文京シビックホール 他） - アンサンブル[1]
- 魔界転生（2018年、博多座） - アンサンブル[1]
- 新作歌舞伎「NARUTO -ナルト-」（2019年、南座） - アンサンブル[1]
- 刀剣乱舞 - アンサンブル
  - 三百年の子守唄2019（2019年、天王洲銀河劇場 他）[1]
  - 葵咲本紀（2019年、天王洲銀河劇場 他）[1]
  - 静かの海のパライソ（2020年、天王洲銀河劇場 他）[1]
  - 陸奥一蓮（2024年、TOKYO DOME CITY HALL 他）[4]
  - 坂龍飛騰（2025年、TOKYO DOME CITY HALL 他）[5]
- 新橋演舞場 初春歌舞伎公演（2020年、新橋演舞場） - アンサンブル[1]
- NIGHT HEAD 2041-THE STAGE-（2022年、東京ドームシティ シアターGロッソ） - アンサンブル[6]
- ライブ・スペクタクル「NARUTO-ナルト-」〜忍の生きる道〜（2023年、KAAT神奈川芸術劇場 他） - 猿飛ヒルゼン 役[7]
- 前田慶次 かぶき旅 STAGE&LIVE〜肥後の虎・加藤清正編〜（2024年、シアターH 他） - アンサンブル[8]

### PV
- JASMINE PV 忍者 役
- AKB48「フライングゲット」（2011年、キングレコード） - 赤べこ48 役
- 中島美嘉×加藤ミリヤ「Fighter」（2014年、Sony Music）

### WEBドラマ
- 三井不動産レジデンシャル製作WEBドラマ「タイムスリップ!堀部安兵衛」（2014年） - 赤穂浪士 役
- JAEオリジナル ショートムービー「華麗なる追跡 TARGET-標的-」（2015年） - 男C 役
- JAEオリジナル ショートムービー「華麗なる追跡2 〜Dファイル〜」（2015年） - 男D 役

### イベント
- JAEスペシャルイベント「俺たち参上!!」（2009年、シアターGロッソ）